# ソレイユカルチャーセンター
主たる事業活動
埼玉県三郷市の総合カルチャーセンター
現在120講座以上を運営。
三郷市はもちろん吉川市、越谷市、八潮市、野田市、松戸市、流山市、草加市からも多くの生徒が受講。
絵画・音楽・ダンス・エクササイズ・語学・創作・書道・こども講座など。

## 開設されている講座ジャンル

### 音楽
- ボイストレーニング（個人レッスン・グループレッスン）
- カラオケ
- シャンソン
- ピアノ（個人レッスン）
- ギター（個人レッスン・グループレッスン）
- ウクレレ（個人レッスン・グループレッスン）
- ハーモニカ
- 三味線と小唄
- マンドリン（個人レッスン・グループレッスン）
- オカリナ
- ケーナ

### ダンス・エクササイズ
- ハワイアンフラ
- チアダンス
- ベリーダンス
- バレエストレッチ
- スポーツボイス
- 太極拳
- ヴィンヤサヨガ
- 肩こり・腰痛改善ヨガ
- ドジョウ掬い踊り

### 趣味・健康
- 麻雀
- 写真
- 話し方・話術（個人レッスン・グループレッスン）
- 写経と法話
- 能

### 語学
- 英会話（個人レッスン・グループレッスン）
- フランス語（個人レッスン・グループレッスン）
- 韓国語（個人レッスン・グループレッスン）

### 創作・手芸
- 太巻き花寿司
- シルバーアクセサリー
- マクラメジュエリー
- ビーズアクセサリー
- フルーツ＆ソープカービング
- グルーデコ
- プリザーブドフラワー
- ペーパーアート
- 剪画（切り絵）
- 現代押し花アート
- デコパージュ
- ポーセラーツ
- 折り紙
- ハーバリウム
- ちりめん細工のつるし飾り
- テディベア
- パッチワークキルト
- ハワイアンキルト
- 羊毛フェルト
- 洋裁

### 美術
- 絵画
- 色えんぴつ画
- 鉛筆画
- 日本画
- チョークアート
- 水墨画
- ボタニカルアート
- 絵手紙
- 俳画
- パステルシャインアート
- 仏画

### 文字
- 書道
- おとな文字（筆ペン・ボールペン）
- 吉祥花文字
- 写経

### 文芸・教養
- 俳句
- 朗読
- 茶道（立礼）
- 着付け

### 占い
- 手相
- 占い
- 開運風水
- タロット

### 資格・修了証取
- ペットシッター士
- 脳トレアドバイザー
- ハンドエステセラピスト
- フットケアセラピスト
- 肩こり・腰痛セラピスト
- タロット占い師養成講座
- ハーバリウム認定
- 手相
- ＮＬＰ

### 一日講座
- 脳トレアドバイザー
- ハンドエステセラピスト
- フットケアセラピスト
- 肩こり・腰痛セラピスト
- タロット占い師養成講座
- ハーバリウム認定
- 手相

### 子ども講座
カルチャーセンター業界初のお得すぎる割引プラン。こども講座は2講座目以降は受講料が30％割引になります
- ダンス（チア・ジャズ）
- チアダンス
- プログラミング
- 将棋
- チョークアート
- 科学実験
- 毛筆と硬筆
- 絵画・造形
- ギター（個人レッスン）
- ウクレレ（個人レッスン）
- ピアノ（個人レッスン）
- 英語（英検対策・英会話）
- そろばん・暗算

### 貸し教室
| スタブアイコン | サブスタブ | この項目は、まだ閲覧者の調べものの参照としては役立たない、埼玉県に関連した書きかけの項目です。この項目を加筆・訂正などしてくださる協力者を求めています（P:日本の都道府県/埼玉県）。 |